# Totalni FM
Totalni FM (skr. TFM), bila je mreža lokalnih radijskih postaja. Rad TFM-a počeo je 17. studenoga 2010. godine. Glazbeni slogan mreže bio je „Više dobre glazbe”.
Glazbeni program temeljio se na urbanoj, pop i rock glazbi. Uz glazbu, emitirane su i kratke vijesti i servisne informacije, zabavne rubrike te različite nagrade igre.
Emisija Jutro na Totalnom odašilje se svakim radnim danom ujutro od 6 do 9 sati.

## Vanjske poveznice
- Totalni FM Rijeka  Arhivirana inačica izvorne stranice od 21. siječnja 2016. (Wayback Machine)